# Xylena buckwelli
Xylena buckwelli là một loài bướm đêm trong họ Noctuidae.